# زهور العلوي المدغري
زهور العلوي المدغري من مواليد (1940 بفاس - 2013) من مؤسسات الحركة النسائية بالمغرب، أسهمت بفاعلية في تأسيس جريدة 8 مارس النسائية سنة 1984، وفي سنة 1987 ساهمت في تأسيس أول أطار للحركة النسائية بالمغرب وهو اتحاد العمل النسائي.

## سيرة
ولدت زهور عام 1940 بمدينة فاس في عائلة من الوسط البرجوازي الفاسي من أم ارستقراطية وأب صوفي. عاشت طفالتها في سنوات الحماية الفرنسية، تلقت تعليمها الأول في المدرسة الوطنية العصرية بعد استفادتها من دروس الفقيه والفقيهة في دار لفقيهة. دخلت مبكراً إلى العمل السياسي المقاوم عندما انخرطت في صفوف الحركة الوطنية. تلقت أولى تكوينها النضالي السياسي في المدرسة المختلطة «مدرسة التقدم» بالقنيطرة، في 1957 تزوجت بأستاذ للغة الفرنسية. وحصلت على الشهادة الإعدادية التي أهلتها للالتحاق بسلك التعليم. ومباشرة بعد استقلال المغرب ساهمت زهور في حملة محو الأمية. واستفادت بعد ذلك من تدريب لمدة شهرين في لبنان غير الكثير في حياتها وساهم في بلورة وعيها بالقضية النسائية، بحيث التقت ليلى بعلبكي الصحفية والروائية اللبنانية التي أعجبت زهور بتحررها. ناضلت في الاتحاد الوطني لطلبة المغرب بالرباط، وكانت من مؤسسات جريدة 8 مارس النسائية سنة 1984، ومن مؤسسات أول أطار للحركة النسائية بالمغرب وهو اتحاد العمل النسائي وفي سنة 1987. كما ساهمت في تأسيس المنظمة المغربية للحقوق الإنسانية 1988 ومركز محاربة العنف ضد النساء (لارميطاج)، كرمت لمرات عديدة من قبل هيئات حقوقية وسياسية ونسائية وتوجت كامرأة السنة لمرتين 

## النضال في المنظمة المغربية لحقوق الإنسان
ساهمت في تأسيسها سنة 1988، حيث اعتبرت القيم الكونية مرجعية أساسية في مسألة الحقوق، لكن مع حرصها الدائم على اعتبار بعض رواد الثقافة العربية كأسس لمبادئ الحوار والتسامح، تم انتخابها في المكتب التنفيذ كنائبة الرئيس وتكليفها بملف المرأة. ناضلت معها في هذه المنظمة مجموعة من النساء الحقوقيات ومنهم أمينة لمريني ونزهة جسوس، ونعيمة نبواكريم. كانت من المهتمات بفكر وشعر ابن عربي. ركزت من خلالها على قضايا الاعتقال السياسي وفضح سياسات القمع والرصاص، ممهدة الطريق لتصالح المغرب مع سنوات الرصاص وهي سنوات كان فيها قتل الإنسان، تقليداً لإسكات أصوات المعارضين.

## النضال في اتحاد العمل النسائي
اتحاد العمل النسائي (UAF) هو منظمة وطنية أنشئت سنة 1987 هدفها النضال لتعزيز حقوق المرأة المغربية. تشتغل في المجالات الأتية: نشر ثقافة المساواة وحقوق الإنسان والمواطنة؛ دعم النساء من ضحايا الإنتهاك؛ - القضاء على جميع أشكال التمييز ضد المرأة؛ - دعم المشاركة الفعالة للمرأة في عملية صنع القرار؛ - ضمان الحقوق الإقتصادية والإجتماعية للمرأة؛ - تعزيز محو الأمية الوظيفية والقانونية والرقمية  ساهمت زهور في الاتحاد بشكل فعال بحيث كانت من منظمات تظاهرة دعم النساء الفلسطينيات سنة 1988، مع منظمات نسائية أخرى، وساهمت في تأطير عدة ندوات وموائد مستديرة طيلة سنوات من النضال، كما ساهمت في عريضة مليون توقيع لإصلاح المدونة 

## المساهمة في جريدة 8 مارس النسائية
جريدة 8 مارس عالجت موضوع المساواة بجرأة كبيرة، في زمن عرف بالقمع السياسي (ما سمي بسنوات الرصاص) وبفضل عمل مناضلات منظمة العمل الديمقراطي الشعبي وصلت الجريدة إلى كثير من بيوت المغاربة مما ساهم في تغيير العقليات.

## المساهمة في الصالون الأدبي نساء الربوة
وهو صالون أدبي شهري بدأ سنة 2012 مدينة الرباط في بيت خديجة شاكر، تجتمع فيه مجموعة من النساء المغربيات اشتغل جلهن سابقا في مجلة 8 مارس النسائية، يشارك في الصالون نساء ينتمين إلى حقول متعددة ومختلفة، منها الفلسفة والطب والهندسة والعلوم وجلهم لهن تجربة نسائية وحقوقية. عند نهاية كل شهرٍ، يتم اختيار عمل أدبي، أو في مجال علم الاجتماع من أجل قراءته، ويتم تكليف امرأة بتقديم قراءة حوله، ثم يُفتح النقاش حول العمل وصاحبته، أو صاحبه.